# Grzybki (gmina)
Grzybki – dawna gmina wiejska istniejąca do 1937 roku w woj. łódzkim (II Rzeczpospolita). Nazwa gminy pochodzi od wsi Grzybki, lecz siedzibą władz gminy były Proboszczewice (obecnie dzielnica Warty).
W okresie międzywojennym gmina Grzybki należała do powiatu tureckiego w woj. łódzkim. Gminę zniesiono 1 października 1937 roku w związku z reformą gminną przeprowadzoną na terenie powiatu tureckiego w 1937 roku, polegającą na zniesieniu 16 gmin wiejskich, a w ich miejsce utworzeniu 7 nowych. Obszar zniesionej gminy Grzybki wszedł w skład nowej gminy Jeziorsko.